# Alien : Hors des ombres
Alien : Hors des ombres ou sortie des profondeurs  est un roman de 2014 écrit par Tim Lebbon et publié par Titan Books. Entre Alien et Aliens, le livre raconte l’implication d’Ellen Ripley dans une épidémie de Xénomorphes sur la planète LV-178 et le navire minier en orbite au-dessus. Les tentatives des survivants pour échapper aux créatures sont encore compliquées par Ash, dont la conscience de l'IA a survécu à l'intérieur de Narcisse, la navette qui leur a amené Ripley. 
En plus des éditions imprimées standard, le roman a été publié en 2016 sous forme de livre audio, publié par Audible Studios. Au lieu d'un livre audio traditionnel, le roman a été présenté sous la forme d'un drame audio, lu par une distribution complète et dirigé par Dirk Maggs. Il a été publié le 26 avril 2016 dans le cadre de l'Alien Day. 
Hors des ombres est le premier roman de la trilogie Canonical Alien de 2014,,, conçue pour s'intégrer aux événements de la série de films existante. Le roman est suivi par Alien: Mer des Chagrins et Alien: Fleuve de la Douleur. Initialement prévu pour décembre 2013, le livre ne devrait pas sortir avant le 28 janvier 2014.

## Synopsis
Enfant, Chris Hooper rêvait de monstres. Mais dans les profondeurs de l'espace, il n'a trouvé que l'obscurité et l'isolement. Puis, sur la planète LV178, lui et ses compagnons mineurs ont découvert un enfer tempétueux et sablé, ainsi que la trimonite[réf. nécessaire], le matériau le plus dur connu de l’homme.
Lorsqu'une navette heurte le navire minier Marion, les mineurs apprennent qu'il y a bien plus que du trimonite[réf. nécessaire] au fond des cavernes. Il y avait du mal, hibernant - et attendant une proie convenable. 
Hoop et ses associés découvrent un nid de xénomorphes et l'enfer prend un nouveau sens. Rapidement, ils découvrent que leur seul espoir réside dans le plus improbable des sauveurs… Ellen Ripley , la dernière survivante humaine du navire de sauvetage Nostromo. 

## Résumé de l'intrigue
En 2159, le DSMO Marion est en orbite au-dessus du LV-178, tandis que ses équipages extraient du trimonite sous la surface de la planète. Deux jours après que le Marion ait perdu le contact avec le complexe minier, les navettes de transport du navire, Samson et Delilah, décollent de la planète et se dirigent vers Marion à toute vitesse. Le contact avec leurs équipages révèle des créatures extraterrestres qui massacrent les occupants des navettes. Dalila pénètre dans Marion, endommageant gravement le navire et tuant son capitaine et son agent de sécurité.  Samson accoste avec succès, mais les survivants à bord de Marion, désormais dirigés par l'ingénieur en chef Chris "Hoop" Hooper, le scellent pour contenir les quatre extraterrestres à bord. L’impact a fait glisser Marion de son orbite, ce qui signifie que le navire va bientôt s'embraser quand il atteindra l’atmosphère de LV-178. Pire encore, l’antenne longue portée a été détruite, obligeant les survivants à émettre un appel de détresse localisé. 
La transmission de Marion est détectée par le Narcissius, la navette d’évasion utilisée par Ellen Ripley pour fuir la destruction de Nostromo il y a trente-cinq ans.  À l'insu de Ripley, la navette est sous le contrôle de Ash, qui, avant sa destruction sur Nostromo, a chargé son état d'IA sur les systèmes de la navette.  Apprenant la présence des extraterrestres sur Marion, Ash redirige la navette pour rejoindre le navire minier, cherchant toujours à respecter l’ordre spécial 937 et à récupérer l’une des créatures. À son arrivée, Ripley se rend vite compte qu'elle dérive depuis trois décennies et demi, qu'elle est toujours avec Ash et qu'elle s'est réveillée au milieu d'un autre scénario mettant en danger sa vie et impliquant des extraterrestres. 
Alors que le temps presse avant que Marion ne pénètre dans l'atmosphère de LV-178, les survivants préparent un plan désespéré: s'enfuir avec le Narcissius, utilisant tour à tour la capsule de stase de la navette pendant six mois, dans l'espoir d'atteindre l'espace habité avant de mourir de la vieillesse. Cependant, ils doivent remplacer la pile à combustible usée de la navette et les seules disponibles sont stockées dans la mine sur LV-178.  Pire encore, le seul navire capable de les y emmener est Samson, toujours amarré et scellé avec quatre extraterrestres à bord.  En l'absence d'alternative, l'équipage ouvre le Samson et affronte les Aliens à l'aide d'outils d'extraction. Les ingénieurs Welford et Powell sont tués, ainsi que le médecin Garcia, tandis qu'un des extraterrestres survit et échappe sur Marion . 
En laissant l'Alien à bord de Marion, les survivants restants - Hoop, Ripley, Sneddon, Baxter, Kasyanov et Lachance - volent vers LV-178 à bord de Samson et entrent dans la mine. Alors qu'ils descendent dans le complexe, Ash - ayant maintenant infecté les ordinateurs de Marion - sabote l'ascenseur et les envoie plonger au plus bas niveau de la mine, où les extraterrestres ont été découverts. L'ascenseur est irréparable et les survivants sont obligés de traverser le complexe pour se rendre à un deuxième ascenseur situé de l'autre côté. Ils tombent rapidement sur une ruche Alien, ainsi que sur un énorme vaisseau spatial abandonné enterré sous terre.  Les Aliens les poursuivant, ils n'ont d'autre choix que de se diriger à l'intérieur du navire. 
Les survivants découvrent bientôt qu'ils ont été rassemblés à l'intérieur parce que le navire est rempli d’œufs extraterrestres, apparemment nourris par les créateurs disparus du navire, une mystérieuse race d'extraterrestres.  Les survivants repoussent désespérément les attaques de plusieurs Aliens et les assauts répétés commencent à faire des victimes - Baxter se casse la cheville, Sneddon est maîtrisé par un Facehugger, Kasyanov est aspergé d’acide et perd l’utilisation d’un bras et Ripley est fortement blessée.  Malgré leurs blessures, les survivants sortent du navire et atteignent le deuxième ascenseur, bien que Baxter soit coupé en deux quand un Alien le tire partiellement hors de la cage en train de monter. Les survivants ont finalement récupéré une pile à combustible de remplacement, en laissant une seconde pour surcharger et détruire la mine avant de retourner à Marion. Une fois à bord, ils sont témoins de l'explosion à la surface de la planète. 
Alors que le groupe se dirige vers le centre médical, ils sont attaqués par l''Alien restant et Lachance est tué.  Un Sneddon ressuscité court après la créature, l’agrippant finalement et se faisant exploser, tandis que le Chestburster qui se trouve en elle commence à éclore, tuant ainsi l’Alien adulte. Alors que le temps presse avant que Marion ne se sépare, Hoop et Kasyanov placent Ripley dans le pod médical du navire pour soigner ses blessures. Tourmentée par les cauchemars récurrents de sa fille Amanda attaquée par les extraterrestres, Ripley demande également de faire effacer ses souvenirs d'événements récents. Hoop s'y conforme à contrecœur/ Kasyanov entre également dans le pod médical pour soigner ses propres blessures, mais Ash prend le relais et la machine la tue. 
Hoop transporte une Ripley inconsciente vers le Narcissius et la met dans une stase avec Jones, restée bloquée à bord de la navette tout du long.  Hoop élimine ensuite Ash de l'ordinateur de la navette avec un puissant programme antivirus qui finit par le détruire, mais découvre que l'intelligence artificielle malhonnête, dans un ultime acte de défi, a saboté la libération automatique de la navette. Sans aucune alternative, Hoop fait ses adieux à Ripley et retourne sur Marion pour lancer la navette. En larmes, il la regarde partir, sachant qu'elle ne se souviendra même pas de lui à son réveil. En attendant la désintégration de Marion, Hoop va chercher tout ce qu'il peut et embarque à bord de Samson. Regardant Marion se séparer dans l'atmosphère de LV-178, regardant de haut le complexe minier détruit, Hoop se sert une bouteille de bourbon et enregistre un appel de détresse, se déclarant dernier survivant de Marion.

## Développement
Le roman est le premier d'une nouvelle trilogie qui se rattache aux événements des films Alien, bien que les livres suivants ne soient pas écrits par Lebbon, mais par deux autres auteurs - James A. Moore et Christopher Golden.  Le projet aurait été dirigé par Golden après que Titan Books eut manifesté son intérêt pour la publication de nouveaux romans Alien.  Selon Lebbon, " les trois romans sont très autonomes, mais ils forment ensemble un regard fascinant et vaste sur l'univers des extraterrestres, et sur la place dérangeante de Weyland-Yutani "   Les romans ont été écrits sous la supervision de 20th Century Fox et ont été confirmés dans le cadre du canon de la série de films.  Hors de l'ombre est le premier roman d'Alien publié par Titan Books . 

## Accueil
La réception du roman a été généralement positive, avec toutefois beaucoup de réserves et de critiques sur l'inclusion d'Ellen Ripley, considérée comme inutile et - préjudiciable au suspense que le livre pourrait avoir, étant donné que sa survie dans Aliens était garantie. La manière dont les souvenirs de Ripley sur les événements à bord du Marion ont été effacés a également été ridiculisée. L'absence de développement des personnages secondaires a également été mise en évidence comme l'une des faiblesses du roman, beaucoup s'accordant pour dire que ces personnages n'étaient que du "fourrage pour les extraterrestres ". Cependant, les séquences d'action du livre ont été vivement saluées, de même que l'introduction des extraterrestres non identifiés et de leur vaisseau spatial abandonné enfouis sous la surface du LV-178. Lebbon a également été félicité pour sa compréhension du personnage de Ripley. Plusieurs critiques ont également souligné que son dialogue ressemblait beaucoup à ce qu'il aurait pu provenir de Ripley, comme décrit dans la série de films de Sigourney Weaver. 

## Livres audio
Le 26 avril 2016.  Audible Studios a publié une version audio dramatique de Hors des ombres, interprétée par une distribution complète. réalisée par Dirk Maggs.  Les membres de la distribution incluent Matthew Lewis, Laurel Lefkow, Corey Johnson, Rutger Hauer, Kathryn Drysdale et Andrea Deck.  Le 9 juin 2016, une version intégrale de livre audio narrée par Jeff Harding a également été publiée. 